# Perspectiva escenogràfica
Perspectiva escenogràfica és un dibuix (tinta a la ploma i a l'aiguada sobre paper) de 39,9 × 25,6 cm realitzat per Diego de Siloé al segon terç del segle xvi, el qual es troba al Museu Nacional d'Art de Catalunya.

## Context històric i artístic
Arquitecte i escultor, fonamentalment actiu a Burgos i a Granada, Diego de Siloé va ésser un dels representants més importants de l'arquitectura renaixentista castellana de la primera meitat del segle xvi i autor d'algunes de les intervencions artístiques més importants de l'època, entre les quals sobresurten els treballs fets a la Catedral de Santa Maria de Burgos i a la Capella Reial de Granada cap al 1526.
Alguns autors han apuntat com a hipòtesi plausible la possibilitat que aquesta composició constitueixi una manifestació destacada de l'activitat de Siloé com a escenògraf, sense desestimar, però, que pugui tractar-se d'una obra de caràcter efímer, una decoració destinada a algun tipus de celebració festiva. Tanmateix, atès que es tracta de l'únic exemplar d'aquestes característiques que ha arribat fins a l'actualitat, és de destacar que el Gabinet de Dibuixos i Gravats del MNAC conservi una obra d'aquesta importància i significació històrica.

## Descripció
Tot i tractar-se d'un disseny arquitectònic imaginari que fa servir un repertori tipològic molt fantasiós, aquesta obra palesa un coneixement del llenguatge clàssic, del qual extreu una bona part del repertori figuratiu. A banda, Siloé manifesta un domini del recurs de la perspectiva monofocal, que es tradueix en una convincent construcció espacial per a suggerir l'efecte òptic de tridimensionalitat. Algunes d'aquestes aportacions reflecteixen el contacte amb les novetats italianes, probablement apreses durant un breu periple de treball a Nàpols, cap al 1517.